# کاتبرت کوندون
کاتبرت کوندون (انگلیسی: Cuthbert Coundon; ۴ آوریل ۱۹۰۵ – ۱۸ دسامبر ۱۹۷۸) بازیکن فوتبال اهل بریتانیا بود.
از باشگاه‌هایی که در آن بازی کرده‌است می‌توان به باشگاه فوتبال ولورهمپتون واندررز، باشگاه فوتبال ساوتند یونایتد، باشگاه فوتبال ساوت‌همپتون، و باشگاه فوتبال گیلفورد سیتی اشاره کرد.